# Kaiserstuhl (Vogelschutzgebiet)
Das Gebiet Kaiserstuhl ist ein 2007 eingerichtetes und mit Verordnung vom 5. Februar 2010 durch das Ministerium für Ernährung und Ländlichen Raum festgelegtes Europäisches Vogelschutzgebiet (Schutzgebietskennung DE-7912-442) in Teilen der baden-württembergischen Landkreise Breisgau-Hochschwarzwald und Emmendingen in Deutschland.

## Lage
Das rund 7.923 Hektar (ha) große Vogelschutzgebiet „Kaiserstuhl“ verteilt sich auf dem namensgebenden Kaiserstuhl – ein kleines Mittelgebirge vulkanischen Ursprungs im Südwesten Baden-Württembergs – in zwei Landkreisen, drei Städten und sechs Gemeinden:
- Landkreis Breisgau-Hochschwarzwald ( ha)
  - Gemeinden Bötzingen (611,85 ha = 7,72 %), Eichstetten am Kaiserstuhl (754,69 ha = 9,52 %) und Ihringen (1.539,08 ha = 19,42 %),
  - Städte Breisach am Rhein (3,33 ha = 0,04 %) und Vogtsburg im Kaiserstuhl (2.405,97 ha = 30,36 %)
- Landkreis Emmendingen
  - Gemeinden Bahlingen am Kaiserstuhl (591,63 ha = 7,46 %), Riegel am Kaiserstuhl (134,68 ha = 1,69 %) und Sasbach am Kaiserstuhl (597,92 ha = 7,54 %)
  - Stadt Endingen am Kaiserstuhl (1.283,63 ha = 16,20 %)

## Beschreibung
Beschrieben wird das Schutzgebiet „Kaiserstuhl“ als „isoliertes Gebirge teils vulkanischen Ursprungs mit ehemaligen Steinbrüchen und geologischen Aufschlüssen des Kaiserstuhlvulkanismus, mit Rebgroß- und Rebkleinterrassen, Halbtrocken- und Trockenrasen, Salbei-Glatthaferwiesen, Trockengebüschen, Streuobstwiesen, Intensivobstanlagen, Äckern, Hohlwegen, Lösswänden, Felsen, Flaumeichenwäldern, Eichen-Hainbuchenwäldern und Buchenwäldern“.

### Bedeutung
Das Vogelschutzgebiet „Kaiserstuhl“ ist das bedeutendste Brutgebiet für Bienenfresser, Schwarzkehlchen und Wiedehopf in Baden-Württemberg, eines der wichtigsten Brutgebiete für Baum-, Wanderfalke und Hohltaube sowie ein Dichtezentrum des Wendehalses in Baden-Württemberg.

### Lebensraumklassen
|                                                                 |                                                                 |  |      |      |
| Nichtwaldgebiete mit hölzernen Pflanzen, Gestrüpp usw.          | Nichtwaldgebiete mit hölzernen Pflanzen, Gestrüpp usw.          |  | 59 % | 59 % |
| Laubwald                                                        | Laubwald                                                        |  | 24 % | 24 % |
| Mischwald                                                       | Mischwald                                                       |  | 4 %  | 4 %  |
| Melioriertes Grünland                                           | Melioriertes Grünland                                           |  | 6 %  | 6 %  |
| Heide, Steppe, Trockenrasen                                     | Heide, Steppe, Trockenrasen                                     |  | 2 %  | 2 %  |
| Anderes Ackerland                                               | Anderes Ackerland                                               |  | 4 %  | 4 %  |
| Sonstiges (Städte, Straßen, Deponien, Gruben, Industriegebiete) | Sonstiges (Städte, Straßen, Deponien, Gruben, Industriegebiete) |  | 1 %  | 1 %  |
|                                                                 |                                                                 |  |      |      |

## Schutzzweck
Die gebietsbezogenen Erhaltungsziele sind je nach Art unterschiedlich beschrieben:

### Brutvögel
Brutvogelarten, die im Anhang I der Vogelschutzrichtlinie aufgelistet und für die in ganz Europa besondere Maßnahmen anzuwenden sind. In diese Kategorie fallen in Baden-Württemberg insgesamt 39, im Schutzgebiet „Kaiserstuhl“ neun Arten.

#### Eisvogel(Alcedo atthis)

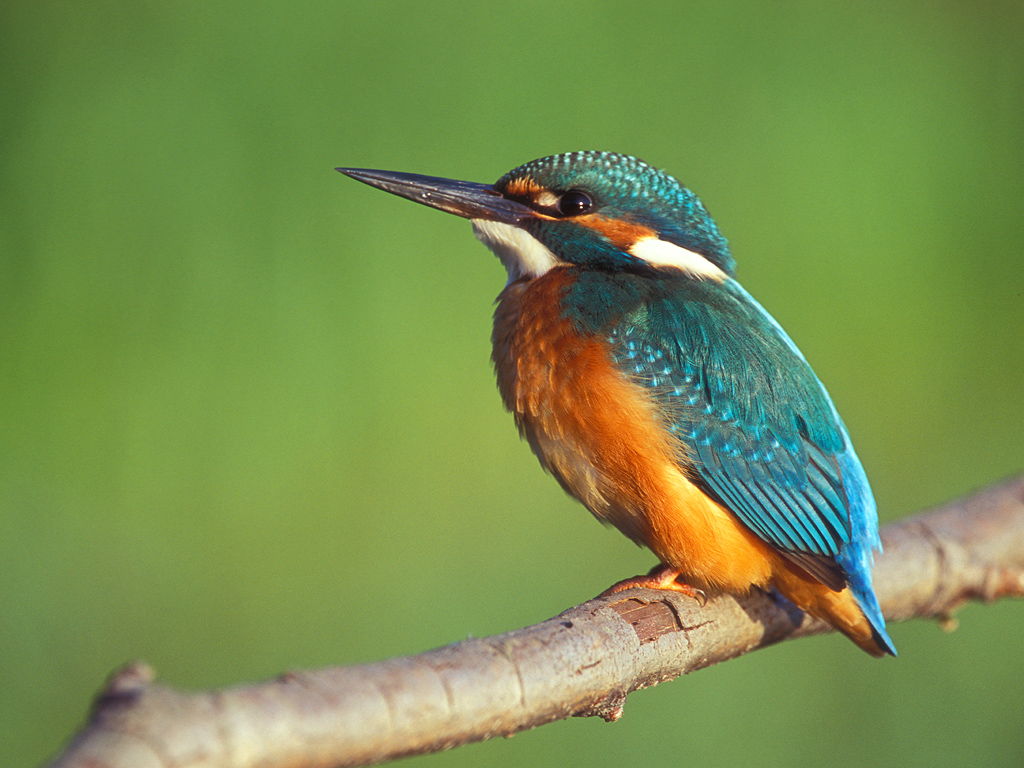
Eisvogel

Erhaltung der naturnahen Gewässer, von Steilwänden und Abbruchkanten aus grabbarem Substrat in Gewässernähe, von für die Brutröhrenanlage geeigneten Wurzeltellern umgestürzter Bäume in Gewässernähe, von Strukturen, die als Ansitz für die Jagd genutzt werden können wie starke Ufergehölze mit über das Gewässer hängenden Ästen, Erhaltung einer Wasserqualität, die gute Sichtbedingungen für den Beutefang gewährleistet, einer Gewässerdynamik, die die Neubildung von zur Nestanlage geeigneten Uferabbrüchen ermöglicht, Erhaltung von Sekundärlebensräumen wie aufgelassene Abbaustätten mit Gewässern und Steilufern, des Nahrungsangebots mit Kleinfischarten und Jungfischaufkommen sowie Erhaltung störungsfreier oder zumindest störungsarmer Fortpflanzungsstätten während der Fortpflanzungszeit vom 15. Februar bis zum 15. September.

#### Grauspecht(Picus canus)

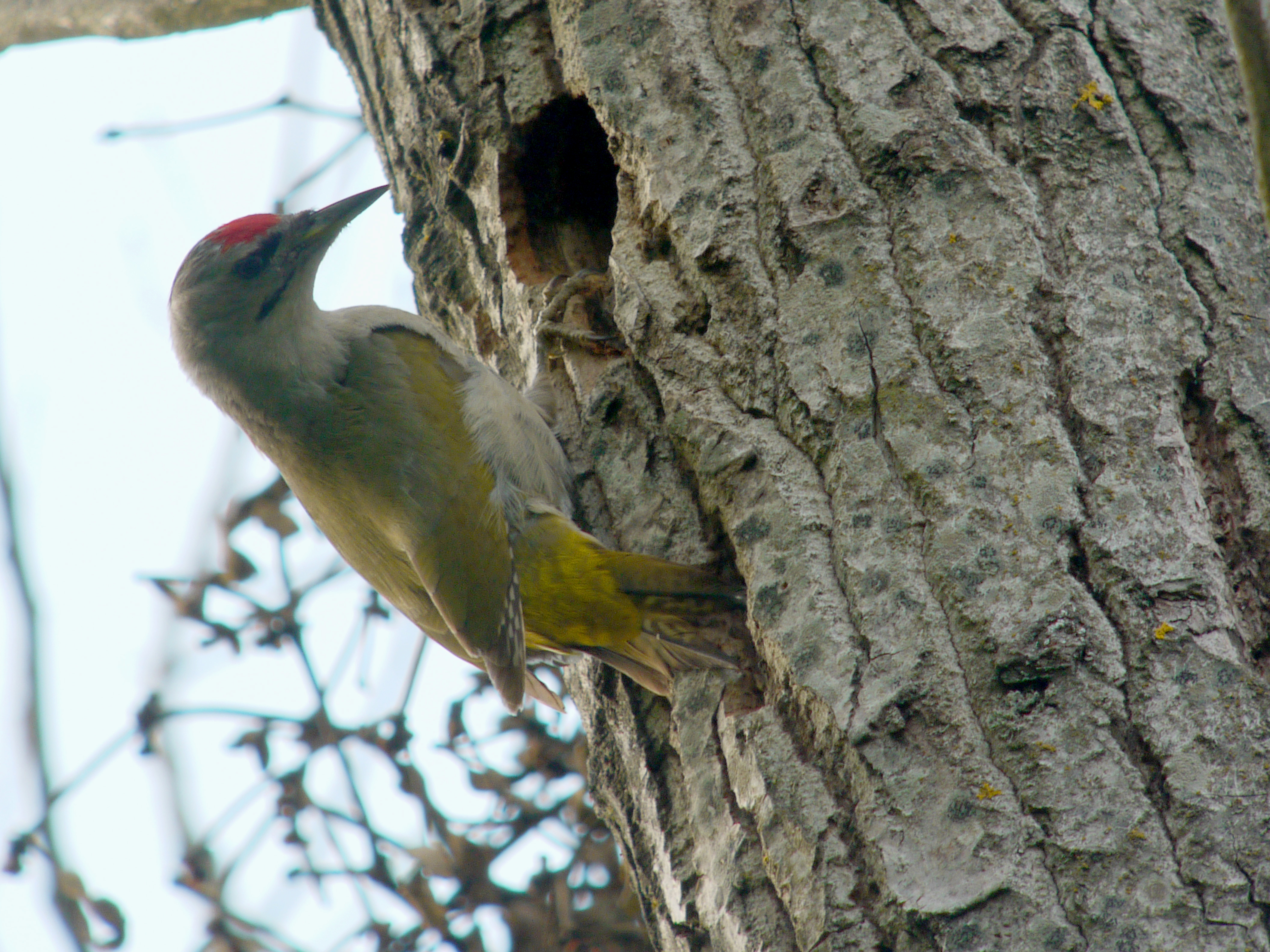
Grauspecht

Erhaltung von reich strukturierten lichten Laub- und Laubmischwäldern mit Offenflächen zur Nahrungsaufnahme, von Auenwäldern, von extensiv bewirtschafteten Streuobstwiesen, Erhaltung der Magerrasen, mageren Mähwiesen oder Viehweiden, Erhaltung von Randstreifen, Rainen, Böschungen und gesäumten gestuften Waldrändern, von Altbäumen und Altholzinseln, von Totholz, insbesondere von stehendem Totholz, Erhaltung der Bäume mit Großhöhlen sowie des Nahrungsangebots.

#### Heidelerche(Lullula arborea)

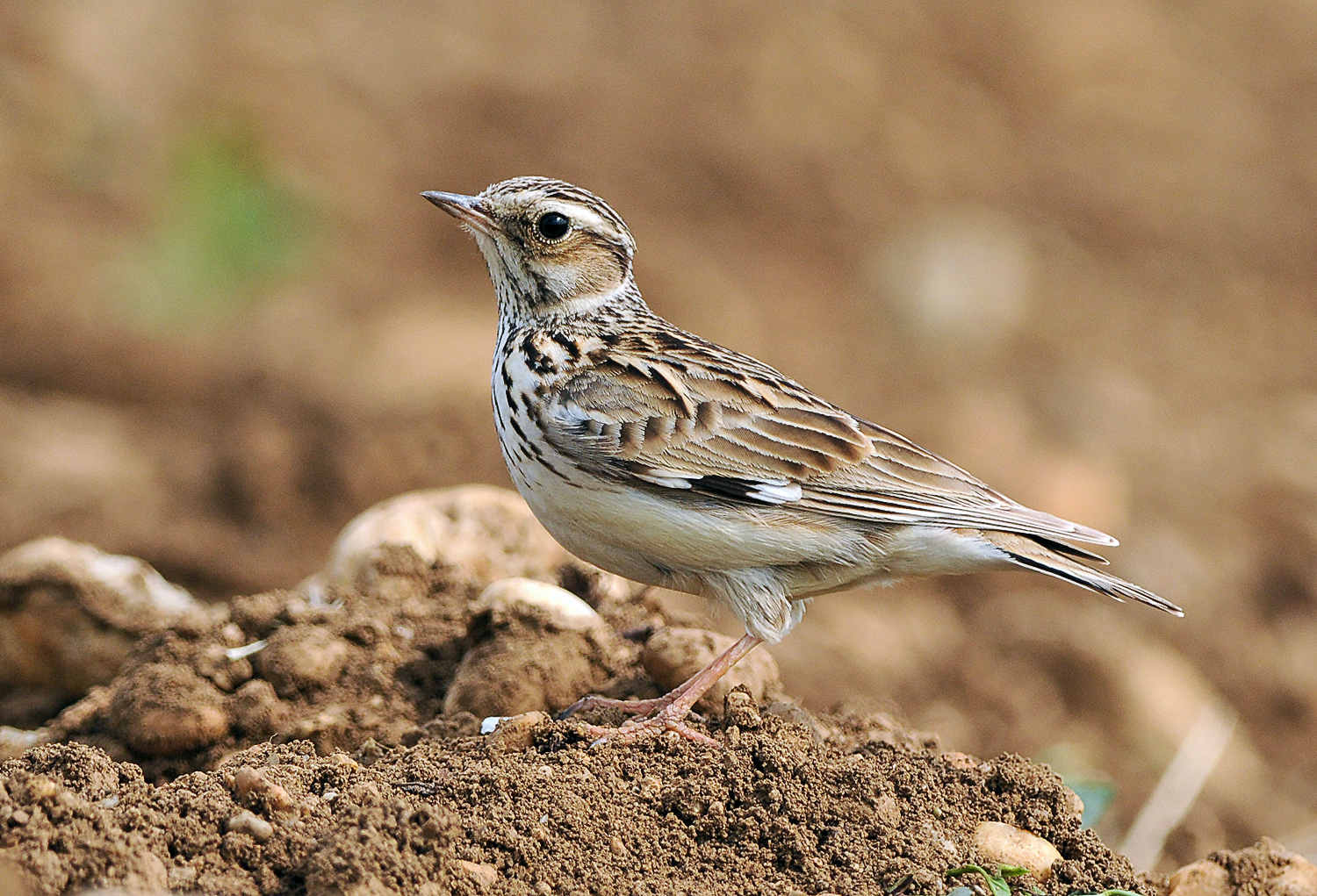
Heidelerche

Erhaltung der großflächigen Mager- und Trockenrasen sowie Heiden, Erhaltung von größeren Waldlichtungen, von Borstgrasrasen und Flügelginsterheiden, von trockenen, sonnigen, vegetationsarmen bzw. -freien Stellen, Erhaltung einer lückigen und lichten Vegetationsstruktur mit vereinzelten Büschen und Bäumen, Erhaltung von Rand- und Saumstrukturen sowie Brachland, von Sekundärlebensräumen wie aufgelassene Sand- und Kiesgruben mit flächigen Rohbodenstandorten, Erhaltung des Nahrungsangebots, insbesondere mit Insekten im Sommerhalbjahr sowie Erhaltung störungsfreier oder zumindest störungsarmer Fortpflanzungsstätten während der Fortpflanzungszeit im Zeitraum vom 15. Februar bis zum 15. August.

#### Mittelspecht(Dendrocopos medius)
Erhaltung von Laub- und Laubmischwäldern, insbesondere mit Eichenanteilen, von Auen- und Erlenwäldern, von extensiv bewirtschafteten Streuobstwiesen, von Altbäumen und Altholzinseln, von stehendem Totholz sowie Bäumen mit Höhlen.

#### Neuntöter(Lanius collurio)

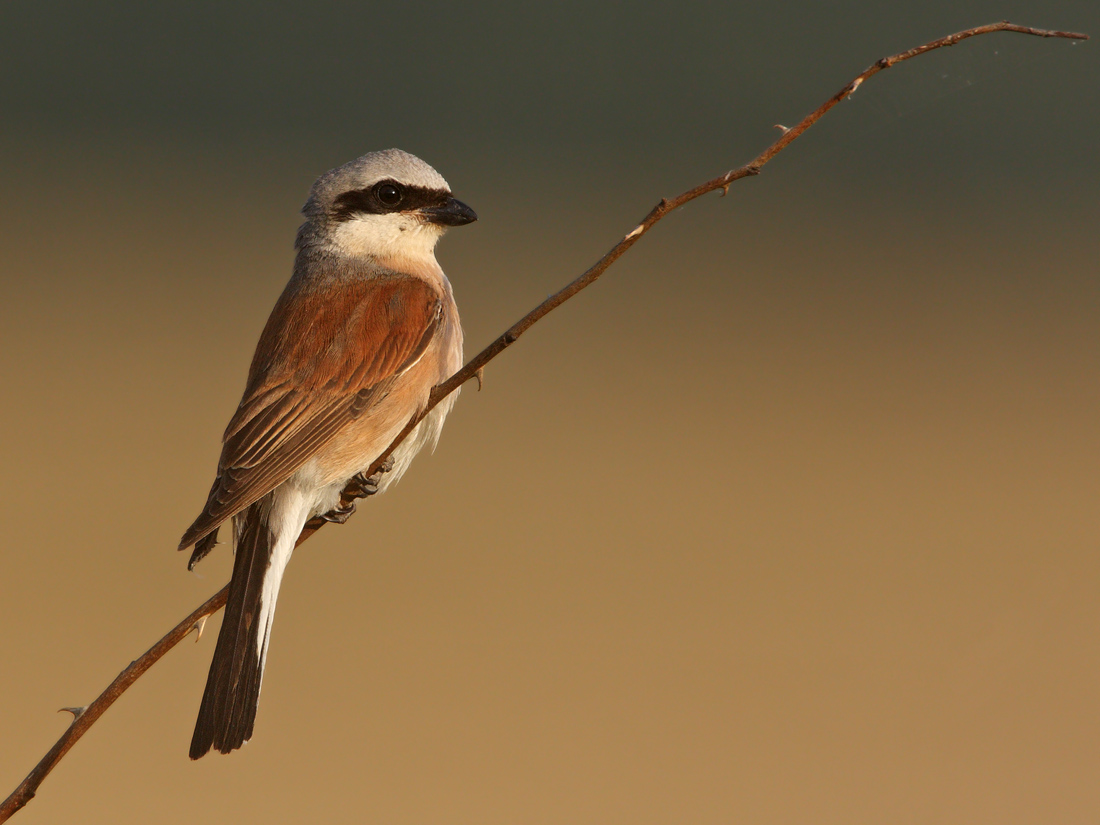
Neuntöter

Erhaltung von extensiv bewirtschafteten Streuobst-, Grünland- und Heidegebieten, von Nieder- und Mittelhecken aus standortheimischen Arten, insbesondere dorn- oder stachelbewehrte Gehölze, Erhaltung der Streuwiesen und offenen Moorränder, Erhaltung von Einzelbäumen und Büschen in der offenen Landschaft, von Feldrainen, Graswegen, Ruderal-, Staudenfluren und Brachen, Acker- und Wiesenrandstreifen, von Sekundärlebensräumen wie aufgelassene Abbaustätten mit vorgenannten Lebensstätten sowie Erhaltung des Nahrungsangebots, insbesondere mit größeren Insekten.

#### Schwarzspecht(Dryocopus martius)
Erhaltung von ausgedehnten Wäldern, Altbäumen und Altholzinseln, Totholz, Erhaltung der Bäume mit Großhöhlen sowie des Nahrungsangebots, insbesondere mit Ameisen.

#### Uhu(Bubo bubo)

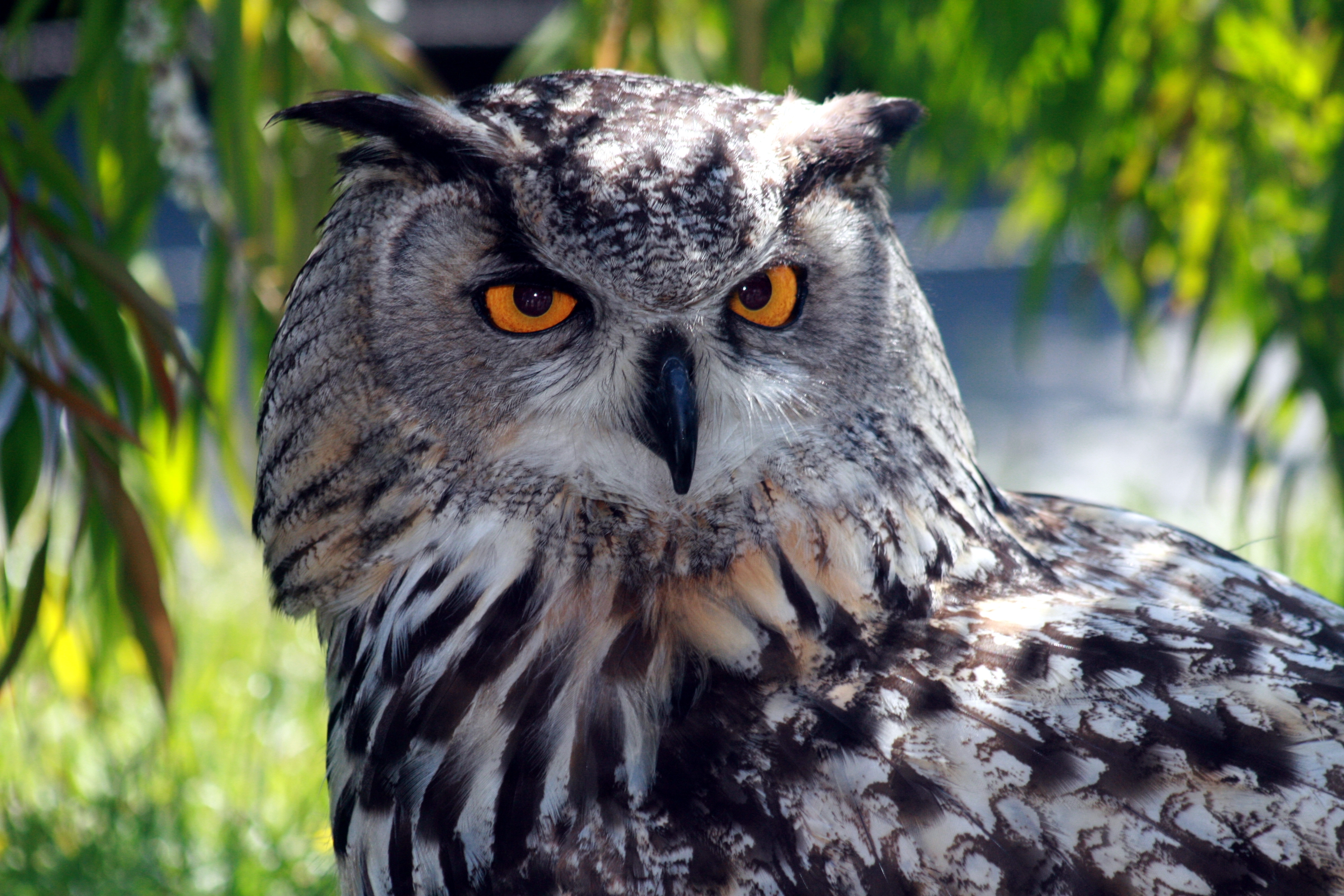
Uhu

Erhaltung der offenen Felswände und von Steinbrüchen jeweils mit Höhlen, Nischen und Felsbändern, Erhaltung von reich strukturierten Kulturlandschaften im Umfeld von vorgenannten Lebensstätten, von offenem Wiesengelände mit Heckenstreifen, Erhaltung der Lebensräume ohne Gefahrenquellen wie nicht vogelsichere Freileitungen und Windkraftanlagen sowie störungsfreier oder zumindest störungsarmer Fortpflanzungs- und Ruhestätten.

#### Wanderfalke(Falco peregrinus)
Erhaltung der offenen Felswände und von Steinbrüchen jeweils mit Höhlen, Nischen und Felsbändern, Erhaltung der Lebensräume ohne Gefahrenquellen wie nicht vogelsichere Freileitungen und ungesicherte Schornsteine sowie Erhaltung störungsfreier oder zumindest störungsarmer Fortpflanzungsstätten während der Fortpflanzung in der Zeit vom 15. Februar bis 30. Juli.

#### Wespenbussard(Pernis apivorus)

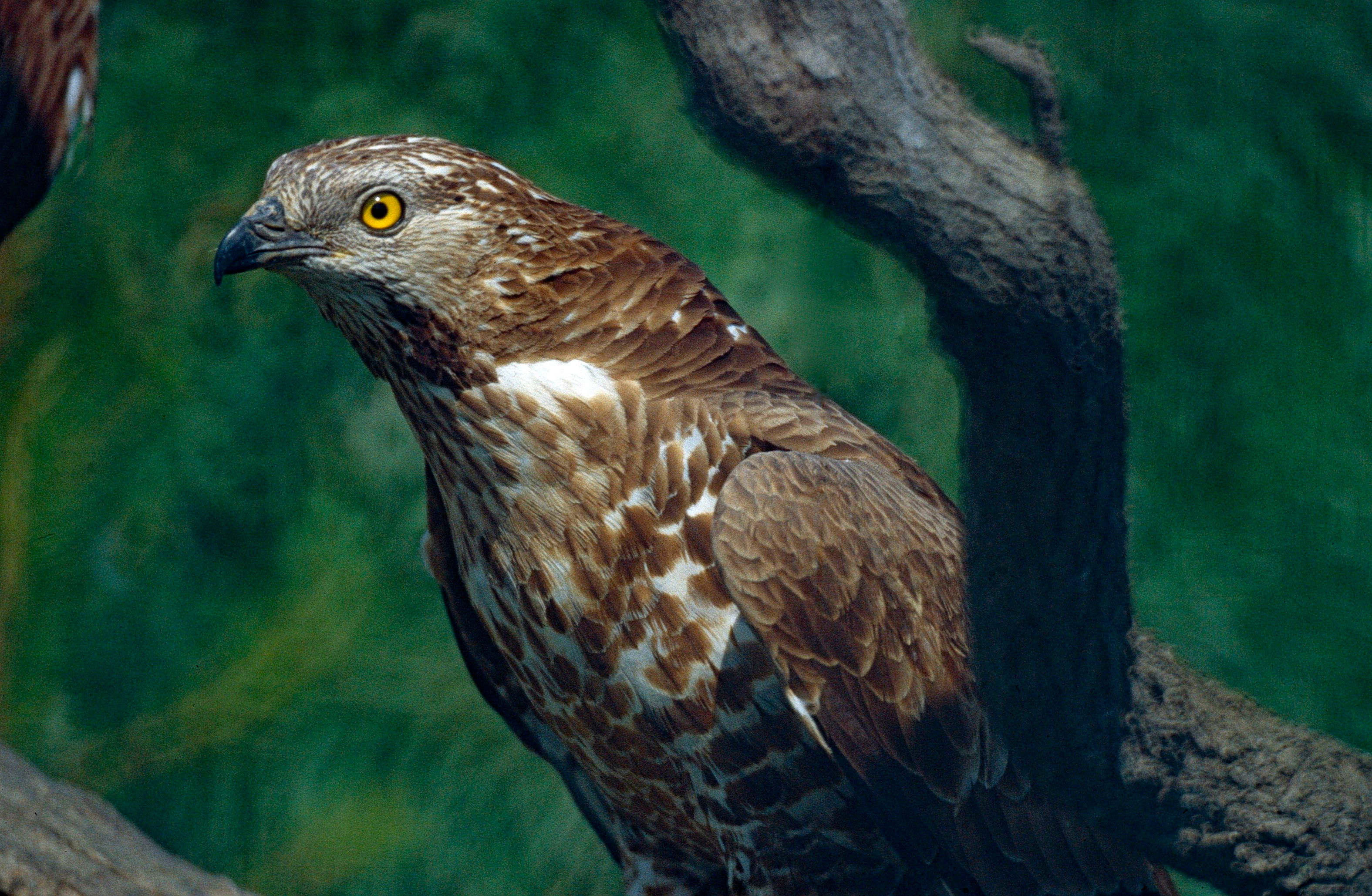
Wespenbussard

Erhaltung von vielfältig strukturierten Kulturlandschaften, lichten Laub- und Misch- sowie Kiefernwäldern, Feldgehölzen, extensiv genutztem Grünland, Altholzinseln und alten, großkronigen Bäumen mit freier Anflugmöglichkeit, Erhaltung der Magerrasen, Bäumen mit Horsten, Erhaltung des Nahrungsangebots, insbesondere mit Staaten bildenden Wespen und Hummeln sowie Erhaltung störungsfreier oder zumindest störungsarmer Fortpflanzungsstätten während der Fortpflanzungszeit vom 1. Mai bis zum 31. August.

### Zugvögel
Weitere, nicht in Anhang I aufgelistete Zugvogelarten, die im Land brüten und für die Schutzgebiete ausgewählt wurden. In diese Kategorie fallen in Baden-Württemberg insgesamt 36, im Schutzgebiet „Kaiserstuhl“ acht Arten.

#### Baumfalke(Falco subbuteo)

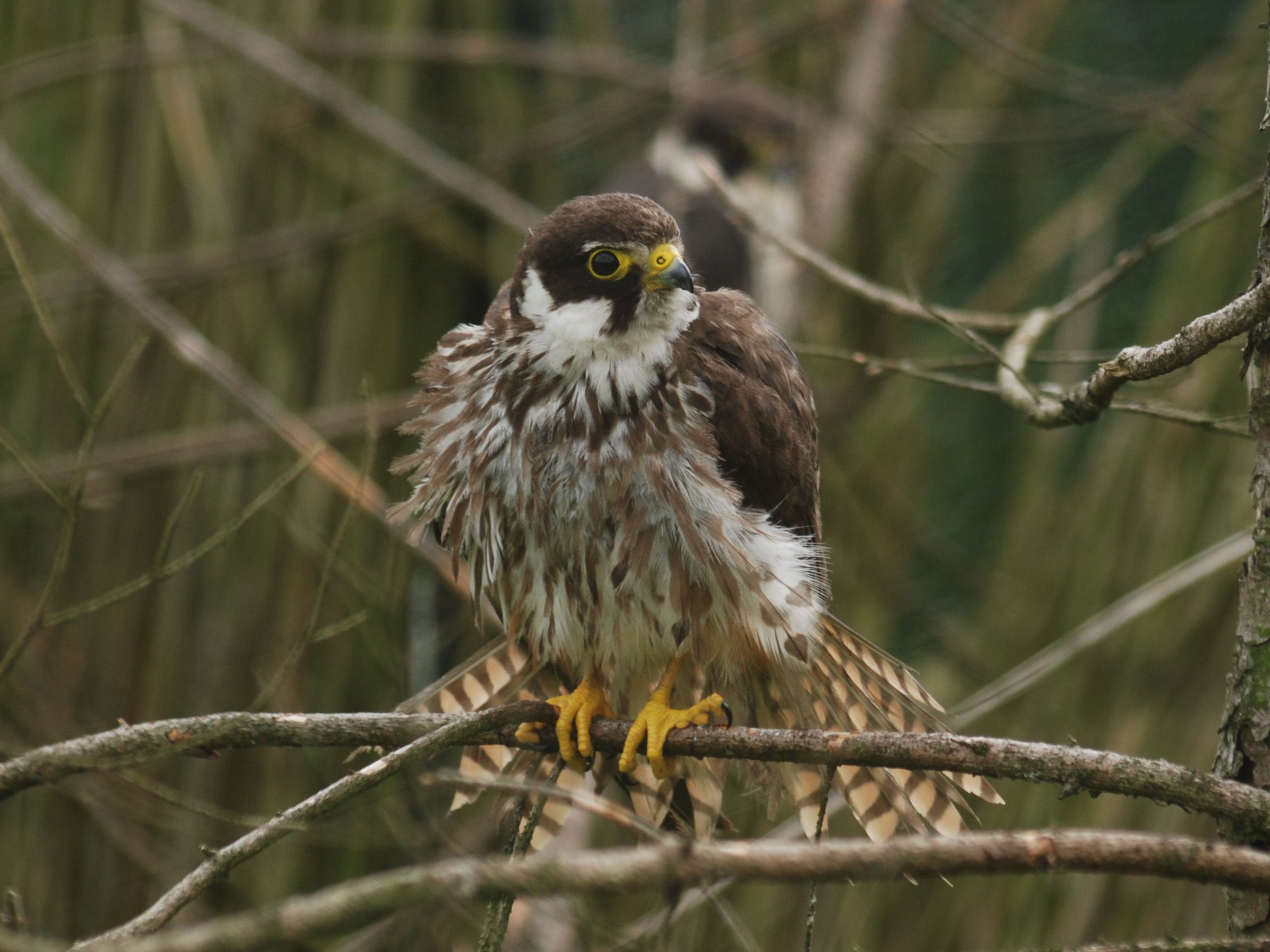
Baumfalke

Erhaltung von lichten Wäldern mit angrenzenden offenen Landschaften, von Altbäumen und Altholzinseln, von Überhältern, von Feldgehölzen oder Baumgruppen in Feldfluren oder entlang von Gewässern, von extensiv genutztem Grünland, von Gewässern mit strukturreichen Uferbereichen und Verlandungszonen, von Nistgelegenheiten wie Krähennester, des Nahrungsangebots, insbesondere mit Kleinvögeln und Großinsekten sowie störungsfreier oder zumindest störungsarmer Fortpflanzungsstätten während der Fortpflanzungszeit vom 15. April bis zum 15. September.

#### Bienenfresser(Merops apiaster)

Bienenfresser

Erhaltung von insektenreichem Grünland, von Sitzwarten wie vereinzelte teils dürre Bäume und Büsche, Erhaltung der Gewässer mit Verlandungszonen sowie Erhaltung störungsfreier oder zumindest störungsarmer Rast- und Schlafplätze sowie Nahrungsgebiete.

#### Hohltaube(Columba oenas)
Erhaltung von Laub- und Laubmischwäldern, von Altbäumen und Altholzinseln, von Bäumen mit Großhöhlen sowie Grünlandgebieten und extensiv genutzten Feldfluren mit Brachen, Ackerrandstreifen sowie wildkrautreichen Grassäumen.

#### Schwarzkehlchen(Saxicola rubicola)

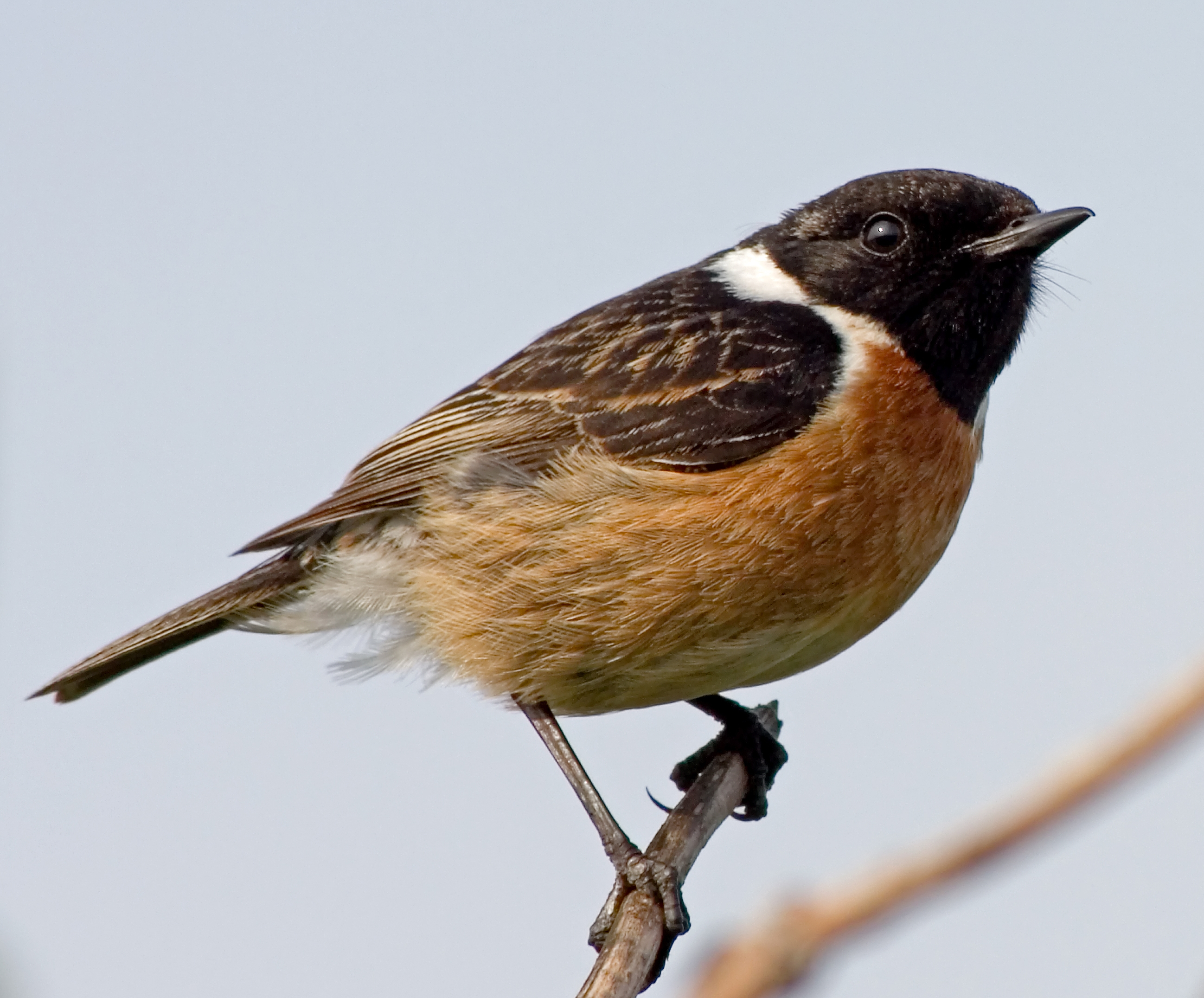
Schwarzkehlchen

Erhaltung der Heiden und Moore, der Ried- und Streuwiesen, Erhaltung von Weg- und Feldrainen, Saumstreifen, Böschungen, kleineren Feldgehölzen, unbefestigten Feldwegen, Rand- und Altgrasstreifen sowie von Brachflächen, von vereinzelten Büschen, Hochstauden, Steinhaufen und anderen als Jagd-, Sitz- und Singwarten geeigneten Strukturen, von Sekundärlebensräumen wie aufgelassene Abbaustätten mit vorgenannten Lebensstätten sowie Erhaltung des Nahrungsangebots, insbesondere mit Insekten und Spinnen.

#### Wachtel(Coturnix coturnix)

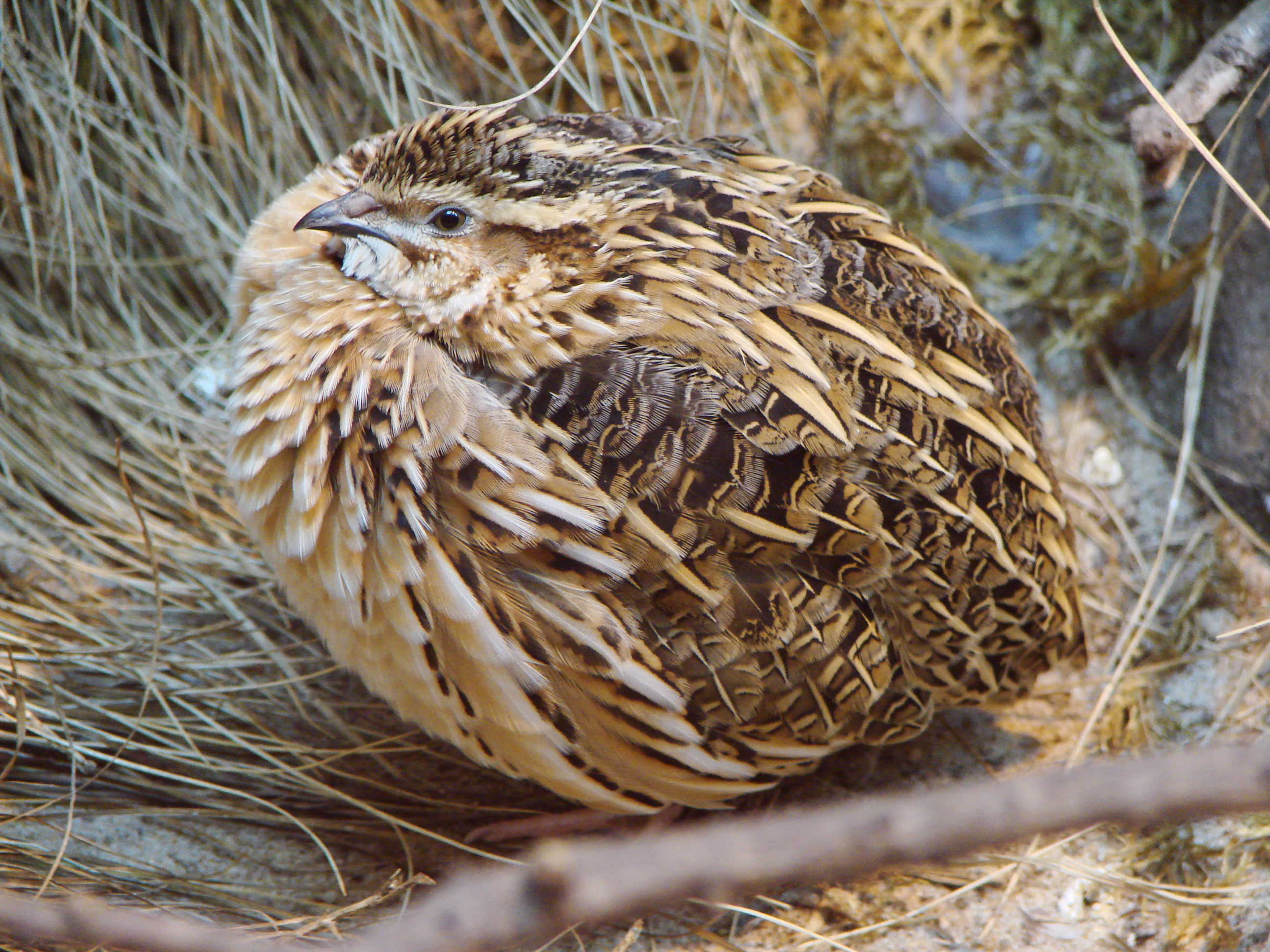
Wachtel

Erhaltung einer reich strukturierten Kulturlandschaft, Erhaltung von vielfältig genutztem Ackerland, extensiv genutztem Grünland, insbesondere von magerem Grünland mit lückiger Vegetationsstruktur und hohem Kräuteranteil, von Gelände-Kleinformen mit lichtem Pflanzenwuchs wie Zwickel, staunasse Kleinsenken, Dolinen-Einbrüche, quellige Flecken, Kleinmulden, Steinfelder, Magerrasen-Flecken und Steinriegel, von wildkrautreichen Ackerrandstreifen und kleineren Brachen, Gras-, Röhricht- und Staudensäumen sowie Erhaltung des Nahrungsangebots, insbesondere mit verschiedenen Sämereien und Insekten.

#### Wendehals(Jynx torquilla)

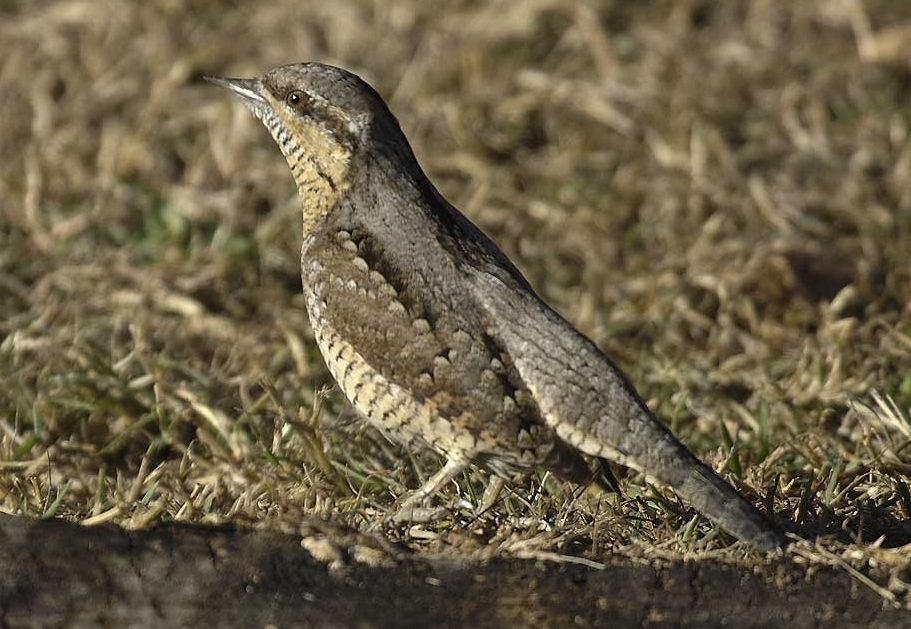
Wendehals

Erhaltung von aufgelockerten Laub-, Misch- und Kiefernwäldern auf trockenen Standorten sowie Auenwäldern mit Lichtungen oder am Rande von Offenland, Erhaltung von extensiv bewirtschafteten Streuobstbeständen, Magerrasen, Heiden und Steinriegel-Hecken-Gebieten, von mageren Mähwiesen oder Viehweiden sowie Feldgehölzen, Erhaltung von zeitlich differenzierten Nutzungen im Grünland, von Altbäumen und Altholzinseln, von Bäumen mit Höhlen, Erhaltung von Randstreifen, Rainen, Böschungen und gesäumten gestuften Waldrändern sowie Erhaltung des Nahrungsangebots, insbesondere mit Wiesenameisen.

#### Wiedehopf(Upupa epops)

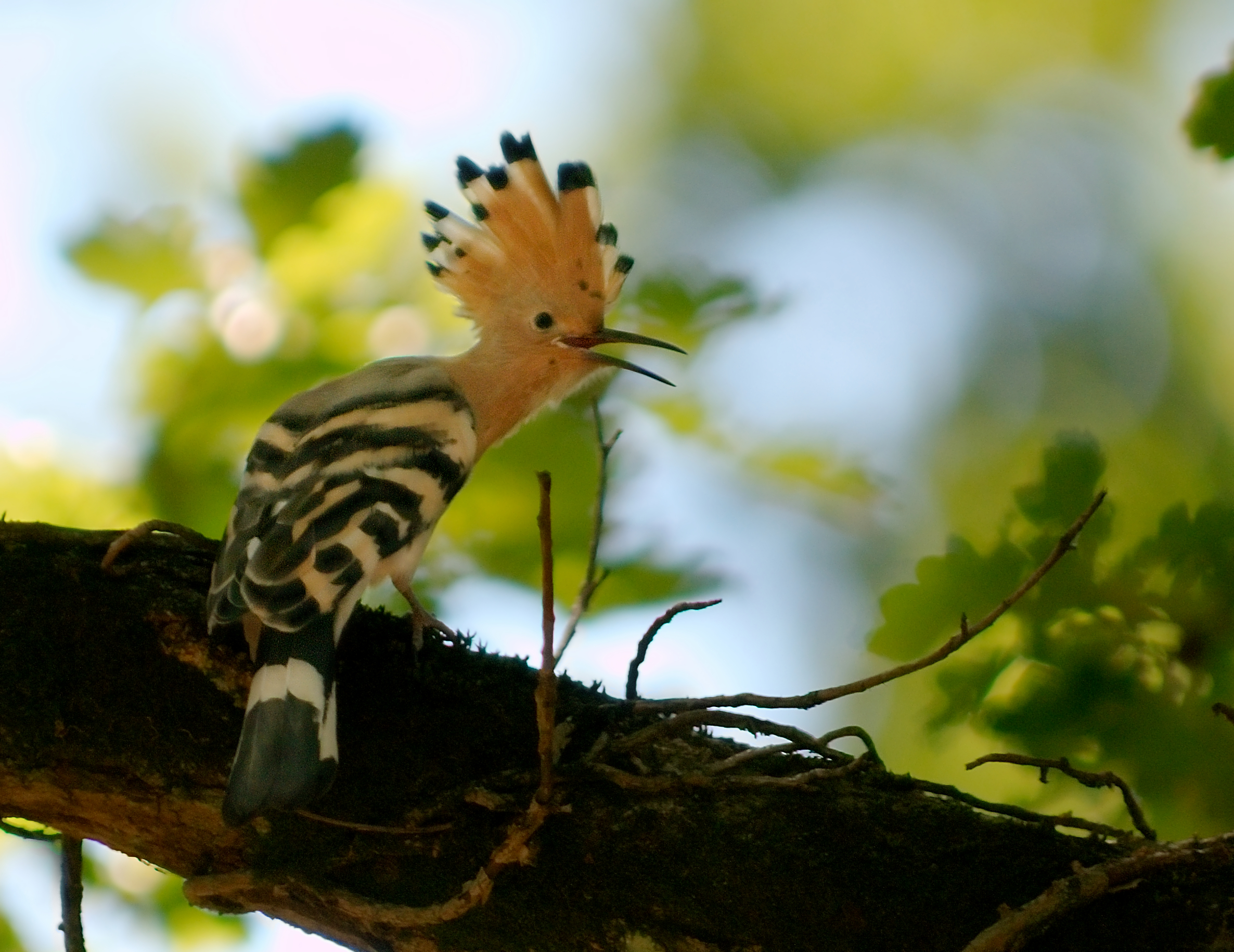
Wiedehopf

Erhaltung von extensiv bewirtschafteten Streuobstwiesen sowie Wiesen- und Weinbaulandschaften, von blütenreichen Böschungen und Ruderalfluren, extensiven Viehweiden, von zeitlich differenzierten Nutzungen im Grünland, von lichten Waldbeständen, von Feldgärten, Altbäumen und Altholzinselninsbesondere im Waldrandbereich, Erhaltung der Mager- und Trockenrasen, der Bäume mit Großhöhlen in bis zu zehn Meter Höhe sowie der Nisthilfen und weiterer Nistgelegenheiten wie Höhlungen in Mauern, Hütten und Holzstapeln, Erhaltung des Nahrungsangebots, insbesondere mit größeren Insekten wie Maulwurfs- und Feldgrillen sowie großen Käfern sowie Erhaltung störungsfreier oder zumindest störungsarmer Fortpflanzungsstätten während der Fortpflanzungszeit zwischen dem 1. April bis zum 31. August.

#### Zaunammer(Emberiza cirlus)

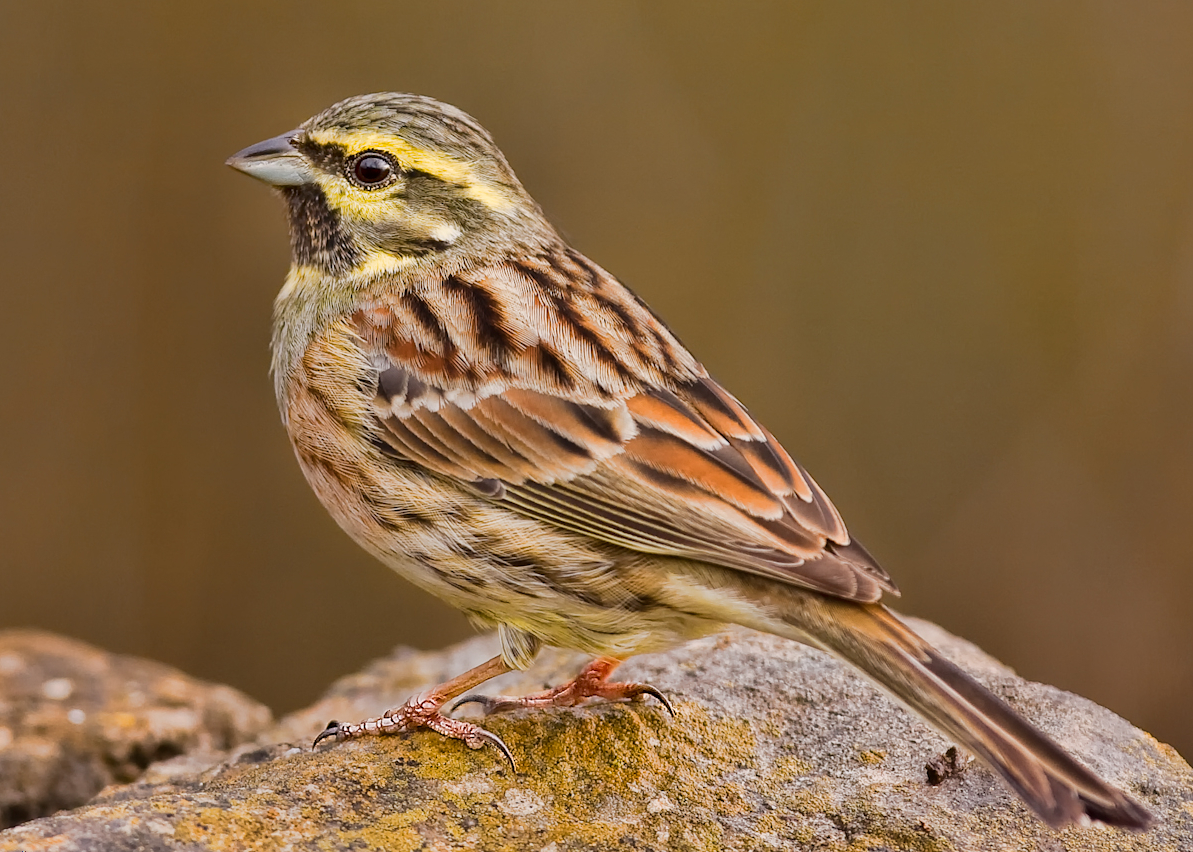
Zaunammer

Erhaltung von extensiv genutzten Weinbergslagen mit eingestreuten dichten Gebüsch- oder Gehölzgruppen, von reich strukturiertem Nutzgartengelände und Streuobstwiesen, bevorzugt in sonnenexponierter Hanglage, von einzeln stehenden schlanken, hochgewachsenen Baum- und Buschgestalten, von ungenutzten Randstreifen und trockenen Säumen, von kleineren, zeitweise brach fallenden Flächen, von Bewirtschaftungsweisen, die zu niedrig und lückig bewachsenem Erdboden führen, von Stoppelbrachen als Überwinterungsflächen sowie Erhaltung des Nahrungsangebots, insbesondere mit Insekten für die Jungvogelaufzucht.